# David Slade
David Aldrin Slade, född 1969, är en brittisk film och TV regissör och skådespelare.

## Filmografi (i urval)
- 2005 – Hard Candy (film)
- 2007 – 30 Days of Night